# 마거릿과 함께 한 오후
마거릿과 함께 한 오후(La tete en friche, My Afternoons With Margueritte)는 프랑스에서 제작된 장 베케르 감독의 2010년 코미디 영화이다. 제라르 드빠르디유 등이 주연으로 출연하였다.

## 출연

### 주연
- 제라르 드빠르디유
- 지젤 카사드서스

### 조연
- 파트릭 보치테이
- 장-프랑수아 스떼브낭
- 프랑수아 제르비에 드메종
- 클레어 모리어
- 소피 귀레민
- 멜라니 베니어
- 제롬 데셤프스
- 앤 르 게넥
- 장-뤽 포라즈
- 리에스 살렘
- 살라 테스쿡
- 서지 라리비에레

## 제작진
- 분장부문: 올리비에 아퐁소
- 프로덕션매니저: 클레어 랭맨